# Ferrari FF
Ferrari FF (FF идва от Ferrari Four, на български Ферари Четири, заради четирите си седалки и задвижване на четирите колела) е Gran Turismo автомобил, представен от Ferrari на 1 март 2011 г. на автосалона в Женева. Моделът е първият за Ferrari със задвижване на четирите колела, а типът на купето се определя като Shooting brake.  Shooting brake е тип спортно купе, наподобяващо комби с две врати. Моделът заменя Gran Turismo модела 612 Scaglietti. FF има максимална скорост от 335 км/ч и може да ускорява от 0-100 км/ч за 3.7 секунди. Ferrari твърдят, че FF е най-бързият 4-местен автомобил в света. Ferrari FF се продава на цена от 300 000 щатски долара, с 800 произведени бройки през първата година.

## Спецификации

### Двигател
Ferrari FF има двигателят с най-голям работен обем, произвеждан някога от Ferrari: 6.3-литров (6262 куб. см) натурално аспириран 65-градусов V12 двигател с директна горивна инжецкия. Двигателят има максимална мощност от 660 к.с. при 8000 об./мин и максимален въртящ момент от 683 Nm при 6000 об./мин.

### Предавателна кутия
FF има 7-степенна полуавтоматична предавателна кутия с два съединителя със система за превключване на предавки от волана, подобна на тази от California и 458 Italia.

### Система за задвижване на четирите колела
Новата система за задвижване на четирите колела, проектирана и патентована от Ferrari, се нарича 4RM и е около 50% по-лека от конвенционална такава. Системата подава мощността интелигентно към всяко от четирите колела, когато е необходима. Системата работи само когато автомобилът е настроен да работи в режим за комфорт или сняг, правейки автомобила най-често традиционен автомобил със задно задвижване.
Системата се базира около втора проста предавателна кутия, произведена от Carraro, която взима мощността от предната част на двигателя. Тази предавателна кутия (наречена PTU от power take off unit) има общо три предавки: втора и четвърта за движение напред и една предавка за движение назад. Тези предавки имат отношение с 6% по-голямо от това на отговарящите им предавки в главната предавателна кутия. По този начин системата е активна само при движение от първа до четвърта предавка. Връзката на предавателната кутия с предните колела се осъществява с помощта на независими Халдекс съединители без нуждата от диференциал. Заради разликата в отношенията на предавките тези съединители се приплъзват постоянно и предават най-много 20% от въртящия момент на двигателя към колелата. Детайлно обяснение на системата (базирано на разговор с Роберто Федели, технически директор на Ferrari) е било публикувано.

## Дизайн

### Екстериор
FF споделя елементи от дизайна си с други съвременни модели на компаният. Някои от тези елементи са дръпнатите назад предни светлини от Ferrari 458 Italia и двойните кръгли задни светлини като тези при 458 и 599 GTB Fiorano. Дизайнът е направен под ръководството на Лоуи Вермеерш, бивш директор в Пининфарина. Работата по shooting brake концепцията е започнала след създаването на Pininfarina Sintesi – концептуален шоу автомобил от 2007 г. Отличаващите се елементи на дизайна включват голямата предна решетка, обособените прагове и четирите тръби за изходни газове. Shooting break конфигурацията е отцепване от конвенционалната форма на модерните Ferrari автомобили. Някои свързват формата на FF към тази на състезателния автомобил Ferrari 250 GT SWB Drogo от 1962 г.

### Интериор
Наподобяващият хечбек дизйан и shooting brake дизйанът в комбинация с прибиращите се задни седалки дават на Ferrari FF обем за багаж от 450 до 800 литра.